# Western Canadian Select
Le Western Canadian Select (WCS) est un type de pétrole brut lourd résultant d'un ensemble de 19 variétés de bitume issu des sables bitumineux de l'Athabasca (Canada), mélangé à du pétrole brut de synthèse et du condensat dans les installations de Husky à Hardisty (Alberta). Devenu le standard de référence pour les bruts lourds à fort degré d'acidité, ce label a été lancé en 2004 par un consortium formé de Cenovus, Canadian Natural Resources, Suncor et Talisman Energy. Ce sont les seules compagnies qui produisent du WCS et elles se sont engagées à en contrôler rigoureusement les spécifications et la qualité. Le volume de production lors du lancement était de 250 000 barils par jour et il pourrait augmenter. 
Le bitume, appelé « pétrole non conventionnel » par les producteurs, est trop visqueux pour pouvoir être pompé dans un oléoduc, sa consistance étant comparable à du beurre d'arachide. Il est donc soit mélangé à des composants légers, pour produire du dilbit (bitume dilué), dont le brut lourd (WCS) est la variété la plus standardisée parmi quelque 25 autres, soit pré-raffiné en pétrole brut de synthèse léger commercialisé sous le label Syncrude Sweet, aussi désigné par le sigle SCO (Synthetic Crude Oil). L'Alberta et la Saskatchewan produisent aussi du pétrole léger conventionnel, vendu sous le label Edmonton Par. Le pétrole de Terre-Neuve est assimilé au Brent, standard de référence en matière de prix. 
Étant très lourd, le WCS se vend moins cher que le pétrole américain West Texas Intermediate (WTI), un pétrole léger adapté à la production de carburant et qui exige moins de raffinage que le WCS. Entre 2005 et 2009, le prix du WCS a oscillé entre 26 et 80 % du prix du WTI.

## Caractéristiques
Le WCS est produit au terminal Husky de Hardity à partir d'un ensemble de 19 variétés de bitume et de bruts lourds canadiens, qui sont mélangés à du pétrole brut synthétique léger et à des diluants de condensat. C'est un brut lourd avec un indice API situé entre 19 et 22 ou de 20,5. Ses caractéristiques sont les suivantes :
| Densité (kg/m3)          | 930,1 |
| MCR (Wt%)                | 9,6   |
| Soufre (Wt%)             | 3,51  |
| Acidité (TAN) (Mg KOH/g) | 0,93  |

## Différences entre les prix du marché
Au printemps 2013, alors que le cours du WCS était très bas, le ministre des finances de l'Alberta a soutenu qu'il devrait se transiger au même prix que le brut Maya, soit aux alentours de 94 $ par baril, car ils ont à peu près les mêmes caractéristiques. Or, le Maya se transigeait à 108,73 $ US en février 2013, alors que le WCS était à 69 $, soit 40 $ de moins. Cette différence s'explique en partie par le fait que le Mexique jouit d'un avantage en raison de sa proximité avec les raffineries de pétrole lourd de la côte du Golfe (États-Unis). Dès les années 1990, la compagnie nationale Petroleos Mexicanos (PEMEX) a cherché des partenariats stratégiques avec des compagnies de raffinage, afin de créer un marché pour son pétrole lourd. En 1993, elle a ainsi conclu une entente avec Shell pour la construction d'installations de pré-raffinage au coût d'un milliard de dollars, ce qui a mené à la construction de nouvelles unités de cokéfaction, d'hydrotraitement, de récupération du soufre, ainsi que d'autres installations à Deer Park (Texas) sur le canal de Houston, afin de traiter de gros volumes de pétrole lourd du type Maya de Pemex, tout en satisfaisant aux normes américaines de la loi sur la qualité de l'air.
Le bas prix du WCS au printemps 2013 s'explique aussi par une augmentation rapide de la production des sables bitumineux ainsi que du pétrole de schiste provenant de la formation de Bakken aux États-Unis, ce qui a créé un engorgement des oléoducs au moment même où des raffineries de la côte du Golfe devaient temporairement fermer pour cause de maintenance. La Première ministre de l'Alberta, Alison Redford, a alors utilisé le terme de « bulle bitumineuse » pour expliquer la baisse catastrophique dans le montant des taxes et revenus provenant des sables bitumineux. Cette situation a incité le gouvernement de l'Alberta en concertation avec les producteurs à mettre en place des solutions alternatives garantissant l'accès du pétrole à un port de mer. 
| Année          | 2007 | 2008 | 2009 | 2010 | 2011 | 2012 | février 2013 | 24 avril 2013 |
| Brent          | 73   | 98   | 62   | 80   | 112  | 112  | 118          | 103,41        |
| WTI            | 72   | 100  | 62   | 80   | 95   | 95   | 95           | 93,29         |
| WCS            | -    | 80   | 52   | 65   | 78   | 72   | 69           | 77,62         |
| Syncrude Sweet | 62   | 102  | 62   | 78   | 104  | 93   | 97           | 98,51         |
| Edmonton Par   | 72   | 96   | 58   | 75   | 96   | 86   | 87           | 89,53         |

La majeure partie du WCS est actuellement acheminée en Illinois, où elle est raffinée, et ensuite expédiée à Cushing (Oklahoma), où elle est vendue. Les marchés à terme sur le WCS sont transigés au Chicago Mercantile Exchange.
En janvier 2016, parmi les pétroles lourds, le WCS se vendait 14,3 $US par baril, soit légèrement plus que le brut mexicain Maya (12,5 $ US), mais moins que le brut lourd vénézuélien Tia Juana (16,7 $ US), que le colombien Castilla Blend (19 $ US) ou que le prix moyen des pétroles lourds de l'OPEC (25 $ US).

## Raffinage
Le WCS est transporté depuis l'Alberta à des raffineries adaptées pour traiter du pétrole lourd provenant des sables bitumineux. La majeure partie du WCS est acheminée à des raffineries du Midwest, qui sont « configurées pour traiter un pourcentage élevé de brut lourd et riche en soufre, et pour produire de grandes quantités de carburants et de faibles quantités de fioul lourd. Le WCS étant riche en acide, il requiert des raffineries spécialement équipées. Or, contrairement aux raffineries des États-Unis, qui ont investi dans des installations sophistiquées et capables de traiter des produits comme le WCS ou le Maya, le Canada a peu investi dans ce domaine, même si sa capacité de raffinage a augmenté en volume et en efficacité. On compte seulement 19 raffineries au Canada, contre 148 aux États-Unis, et ce dernier pays continue à développer sa capacité de raffinage de bruts extra-lourds. Il n'y a pas eu construction de nouvelles raffineries, car le Canada doit affronter la concurrence des pays asiatiques. Une méga-raffinerie construite en Inde a une capacité de 1,2 million de barils, soit 60 % de la capacité du Canada tout entier, et est en concurrence avec la raffinerie de Chevron, à Burnaby, pour le raffinage du dilbit en provenance des sables bitumineux.
Le brut extra-lourd LLoydminster, qui entre dans la composition du WCS, est traité à la pré-raffinerie de la CCRL à Regina. Un incendie s'y est déclaré dans les installations de cokéfaction le 11 février 2013. C'était le troisième incident majeur en 16 mois à cette usine. En conséquence, le prix du WCS s'est encore affaibli par rapport au WTI ce mois-là.

## Redevances
Les taux de redevances en Alberta sont basés sur la valeur du WTI. La province de l'Alberta reçoit une partie de ses bénéfices en provenance du développement des ressources énergétiques sous la forme de redevances qui financent en partie des programmes de santé, d'éducation et d'infrastructure.
En 2006-7, le total des redevances provenant des sables bitumineux était de 2 411 000 000 $. Il est monté à 2 913 000 000 $ en 2007-8 et a continué à monter à 2 973 000 000 $ en 2008-9. À la suite d'une révision du régime des redevances de l'Alberta, il est tombé à 1 008 000 000 $ en 2009-10, selon les chiffres du budget de la province. 
En février 2012, l'Alberta s'attendait à un revenu de 13 400 000 000 $ pour les ressources non renouvelables pour l'année 2013-14, mais ce chiffre est tombé à 7 400 000 000 $ en janvier 2013. Or, 30 % du budget de la province, qui est environ de 40 milliards, provient des revenus du pétrole et du gaz. Les redevances du bitume représentent environ la moitié de ce chiffre.
Afin d'accélérer le développement des sables bitumineux, les gouvernements fédéral et provincial avaient aligné le taux de taxation sur les sables bitumineux avec d'autres activités minières, ce qui a eu pour effet de « taxer 1 % du revenu brut jusqu'à ce que les coûts d'investissement aient été pleinement amortis, auquel cas les taux grimpent à 25 % du revenu net. Ces changements à la loi, en combinaison avec des prix plus élevés après 2003 ont eu l'effet désiré sur le développement de l'industrie des sables bitumineux». En janvier 2009, un nouveau régime a été mis en place, établissant un taux progressif, allant de 1 % sur le revenu brut indexé sur le prix du WTI, quand le prix du baril est égal ou inférieur à 55 $, jusqu'à un maximum de 9 % sur le revenu brut quand le prix du baril est égal ou inférieur à 120 $ le baril et que le producteur a récupéré tous les coûts du projet. Le tableau ci-dessous montre quelques-uns des échelons de ce barème.
| Prix WTI $ CA/baril | Taux de redevance sur le revenu brut | Taux de redevance sur le revenu net |
| En-dessous de 55 $  | 1.00 %                               | 25.00%                              |
| 60 $                | 1.62 %                               | 26.15%                              |
| 75 $                | 3.46 %                               | 29.62%                              |
| 100 $               | 6.54 %                               | 35.38%                              |
| Au-dessus de 125 $  | 9.00 %                               | 40.00%                              |